# Matt LeBlanc
Matthew Steven LeBlanc (Newton, Massachusetts, 1967. július 25. –) Golden Globe-díjas amerikai színész. 
Legismertebb alakítása Joey Tribbiani karaktere volt a rendkívül népszerű Jóbarátok, és a kevésbé sikeres Joey című sorozatban. Ezért a szerepéért háromszor jelölték Primetime Emmy-díjra, és háromszor jelölték Golden Globe-díjra. Utóbbit 2012-ben nyert meg a Sikersorozat című sorozatban nyújtott alakításáért.

## Fiatalkora
Szülei Paul LeBlanc és Pat Grossman. Bár apai ágról francia, angol, ír és holland származású és csak anyai ágról olasz, mégis főleg olasz származású karaktereket alakít.
Amikor Matt nyolc éves volt, motorversenyző akart lenni. Több versenyen is részt vett, majd végül feladta álmát. Végzettsége szerint ács, középiskolás korában az Arany kalapács díjat is elnyerte. 1985-ben fejezte be a középiskolát (Newton North High School), majd Bostonba járt főiskolára, de a második szemeszter elején abbahagyta. Anyja biztatására kezdett el foglalkozni a színészettel.

## Pályafutása

### Kezdetek
1987-ben több olyan reklámban szerepelt, mint például a Levi's 501, a Coca-Cola, a Doritos, valamint a Heinz ketchup, amely elnyerte a rangos Arany Oroszlán díjat az 1987-es cannes-i filmfesztiválon.
1988-ban kezdett el színészetet tanulni. Egy éven belül főszerepet kapott a TV 101 című sorozatban és visszaköltözött Los Angelesbe. Többször feltűnt az Egy rém rendes család pár részében is. 1991-ben Alanis Morissette Walk Away című klipjében Alanis barátját játszotta, majd szerepet kapott a Rém rendes család spin-offjában, a Top of the Heap-ben. A rövid életű sorozat mindössze hét epizódot élt meg, melyeket 1991 tavaszán láthatott az amerikai közönség.

### Befutott színészként
1994-ben beválogatták a Jóbarátok főszereplői közé. Joey Tribbiani szerepét összesen 12 éven keresztül játszotta: a Jóbarátok tíz, és a Joey két évadjában. Amikor Matt LeBlanc a szereplőválogatásra ment, mindössze 11 dollárja volt, az első fizetéséből először egy vacsorát vett. A Jóbarátok utolsó két évadában 1 millió dollárt kapott epizódonként. 2004-ben belevágott a Jóbarátok spin-offjába, mely Joey címmel jelent meg és mindössze két évadot élt meg.
Fontosabb mozifilmjei közé tartozik az Ed (1996), a Lost in Space – Elveszve az űrben (1998), a Charlie angyalai (2000), A királynő titkosügynökei (2001) és a Charlie angyalai: Teljes gázzal (2002).
2011–2017 között a Sikersorozat főszereplője volt, mellyel Golden Globe-díjat nyert.
A filmezés mellett színházban is játszik. Látható volt a Private Wars, az Out of Gas on Lovers Leap és A vágy villamosa című darabokban.

## Magánélete
2003. május 3-án feleségül vette Melissa McKnight-ot, 2004. február 8-án kislányuk született, aki a Marina Pearl LeBlanc nevet kapta. Marina egy ritka agyi rendellenességgel született, amely mozgásszervi zavarokat okoz.
2006. január 1-jén Matt LeBlanc beadta a válókeresetet, kibékíthetetlen ellentétekre hivatkozva. A válást október 6-án mondták ki. A sajtó szerint a válás oka Andrea Anders, aki a Joey című sorozatban volt Matt partnere.
Az elmúlt 10-15 évben szenvedélyes tájképfotós lett, eljutott Amszterdamba, Svájcba, Németországba, Vancouverbe és az Egyesült Államok számos helyére.

## Filmjei
- 1990 Anything to Survive (TV)
- 1993 Jelige: Vörös cipellők (Red Shoe Diaries 3: Another Woman's Lipstick)
- 1993 Gyilkos négyszög (The Killing Box)
- 1994 Jóbarátok (Friends) sorozat
- 1994 Reform School Girl (TV)
- 1994 Vérbosszú olasz módra (Lookin' Italian)
- 1996 Ed – csimpánz a pályán (Ed)
- 1998 Lost in Space – Elveszve az űrben
- 2000 Charlie Angyalai (Charlie's Angels)
- 2001 A királynő titkosügynökei (All the Queen's Men)
- 2002 Charlie Angyalai 2: Teljes gázzal (Charlie's Angels: Full Throttle
- 2004 Joey (Sorozat)
- 2011 Sikersorozat (Episodes) (Sorozat)
- 2016 Jóapátok (Man with a Plan) (Sorozat)